# Demòstenes (general)
Demòstenes (grec antic: Δημοσθένης, llatí: Demosthenes) fou un general (estrateg) atenès, fill d'Alcístenes.
El 426 aC, sisè any de la Guerra del Peloponès, va ser nomenat comandant juntament amb Procles, d'un esquadró de 30 vaixells per fer una incursió al Peloponnès. Va atacar Lèucada i amb l'ajut dels acarnanis, la gent de l'illa de Zacint, de Cefal·lènia i de Corcira, va atacar territori espartà. Els acarnanis volien seguir endavant però Demòstenes se'n va tornar cap a Naupacte i el van seguir la gent de Corcira.
Llavors va atacar els etolis aliat amb els focis, i després Beòcia, amb la idea de separar el nord de Grècia de l'aliança espartana. Esgotats els recursos del seu cos d'arquers es va haver de retirar. La retirada va ser desastrosa i 120 dels 300 atenencs van morir.
Els etolis van enviar ambaixadors a Esparta per demanar ajut contra Naupacte i van rebre un exèrcit dirigit per Euríloc de 3.000 homes. Demòstenes va enviar reforços a Naupacte i altres llocs en perill i es va concertar amb Ambràcia que va atacar a Argos d'Amfilòquia. Euríloc va marxar contra ells i Demòstenes va arribar també a la zona i es va lliurar la batalla a Olpes en la que atenencs i els seus aliats van obtenir la victòria. Mort Euríloc, el cap esparta Menedeu va haver d'acceptar la retirada dels espartans cap al Peloponès. Les forces aliades dels espartans van ser derrotades a Idomene.
L'any següent va acompanyar a Eurimedont i Sòfocles a Sicília. La flota es va aturar a Pilos on els espartans que venien de l'Àtica i de Corcira els van atacar, i la flota atenenca es va salvar per l'arribada de reforços que van rodejar als espartans, que van haver de demanar la pau. Demòstenes fou de fet substituït en el comandament per Cleó, però aquest no es va interferir, i el general va desembarcar a dos punts i va forçar als espartans a rendir-se. La glòria va correspondre a Cleó, però l'estratègia era en bona part de Demòstenes.
Al 424 aC dirigia amb Hipòcrates les operacions a la Megàrida. Va sotmetre Nisea, el port de Mègara. Va haver de deixar les operacions en ser atacat per Bràsides. Llavors amb Hipòcrates se'n va anar a Beòcia on aquest darrer va ocupar Dèlion i Demòstenes entrava a Sifes i es va apoderar també de Queronea amb ajut del partit democràtic local. Llavors Demòstenes va cridar 40 vaixells que eren a Naupacte i a forces d'Acarnània però els beocis ja l'esperaven i els van rebutjar. La retirada en direcció a Sició tampoc va ser afortunada aquesta vegada.
Reapareix a la signatura del tractat anomenat Pau de Nícies, del 421 aC i un altre tractat del 413 aC. En ser coneguda a Atenes la notícia del setge de l'exèrcit atenenc a Siracusa per Gilip, fou nomenat junt amb Eurimedont per conduir els reforços i va sortir (quan ja Eurimedont havia marxat) amb 65 vaixells, i va arribar a Siracusa massa tard per evitar la derrota atenesa. L'intent de recuperar el turó on era Epípoles que inicialment semblava victoriós, va acabar amb derrota. Llavors va aconsellar la retirada, que Nícies no va acceptar.
L'arribada de Gilip amb reforços va provocar una nova batalla altra vegada desastrosa pels atenencs, i Demòstenes va aconsellar la retirada per mar amb qui va tenir el suport de Nícies però a la que l'exèrcit es va negar, i finalment la retirada es va fer per terra. La força dirigida per Demòstenes va quedar en mala posició i es va rendir als siracusans a canvi de salvar la vida. Tot i així l'assemblea siracusana va votar la seva execució.